# Comuna Ivanivți, Muncaci
Ivanivți (în ucraineană Іванівці) este o comună în raionul Muncaci, regiunea Transcarpatia, Ucraina, formată din satele Ivanivți (reședința), Kleaceanovo și Stare Davîdkovo.

## Demografie
Componența lingvistică a comunei Ivanivți
     Ucraineană (98,69%)
     Alte limbi (0,81%)
Conform recensământului din 2001, majoritatea populației comunei Ivanivți era vorbitoare de ucraineană (98,69%), existând în minoritate și vorbitori de alte limbi.